# Jim Wiltshire
John Moore „Jim“ Wiltshire (* 12. Oktober 1903 in Torpoint; † 1984) war ein englischer Fußballschiedsrichter.

## Sportlicher Werdegang
Wiltshire rückte in den 1930er Jahren zu den Schiedsrichtern in der First Division der Football League sowie den Wettbewerben der Football Association. Nach der kriegsbedingten Pause aufgrund des Zweiten Weltkriegs war er beim Wettbewerb um den FA Cup 1946/47, der zweiten Ausgabe nach Wiederaufnahme des Spielbetriebs, Finalschiedsrichter im Wembley-Stadion, als sich Charlton Athletic durch einen Treffer von Chris Duffy zum 1:0-Erfolg über den FC Burnley den größten Erfolg der Vereinsgeschichte sicherte.
Bereits im Oktober 1937 war Wiltshire erstmals Unparteiischer bei einem Länderspiel gewesen, als sich Frankreich mit einem 3:2-Auswärtserfolg bei der Niederlande durchsetzte. Dies blieb sein einziger Einsatz vor der kriegsbedingten Pause, anschließend kam er 1947 noch zu zwei weiteren Länderspieleinsätzen.